# Michael Burlingame
Michael Burlingame (* 13. September 1941 in Washington, D.C.) ist ein US-amerikanischer Historiker, welcher vor allem zu Abraham Lincoln forscht.

## Leben
Burlingame besuchte von 1956 bis 1960 die Phillips Academy in Andover, Massachusetts. Später studierte er an der Princeton University. Nachdem er den von David Herbert Donald gehaltenen Kurs über den Sezessionskrieg teilgenommen hatte, wurde er von Donald unter seine Fittiche genommen und von diesem zu einer wissenschaftlichen Hilfskraft gemacht. Als Donald an die Johns Hopkins University ging, folgte ihm Burlingame, der 1964 einem Bachelor of Arts an der Princeton University erhielt, nach seiner Graduierung an die Johns Hopkins University und setzte dort sein Studium fort. 1971 erfolgte hier seine Promotion zum Ph.D.
1968 wurde er am History Department des Connecticut College in New London tätig und lehrte dort, zuletzt als May Buckley Sadowski Professor of History, bis zu seiner Emeritierung 2001. 2009 wurde er auf den Chancellor Naomi B. Lynn Distinguished Chair in Lincoln Studies an der University of Illinois at Springfield berufen.
1996 erhielt er den Abraham Lincoln Association Book Prize. Die Lincoln Memorial University verlieh ihm 1998 das Lincoln Diploma of Honor. 2009 wurde er in die Lincoln Academy of Illinois aufgenommen. Für sein zweibändiges Werk Abraham Lincoln: A Life erhielt er 2010 den Lincoln-Preis. 

## Veröffentlichungen (Auswahl)
- The Inner World of Abraham Lincoln (1994, Urbana: University of Illinois Press)
- (Hrsg.): An Oral History of Abraham Lincoln: John G. Nicolay’s Interviews and Essays (1996, Carbondale: Southern Illinois University Press)
- mit John R. Turner Ettlinger (Hrsg.): Inside Lincoln’s White House: The Complete Civil War Diary of John Hay (1997, Carbondale: Southern Illinois University Press)
- (Hrsg.): Lincoln Observed: Civil War Dispatches of Noah Brooks (1998, Baltimore: Johns Hopkins University Press)
- (Hrsg.): Lincoln’s Journalist: John Hay’s Anonymous Writings for the Press, 1860–1864 (1998, Carbondale: Southern Illinois University Press)
- (Hrsg.): A Reporter’s Lincoln by Walter B. Stevens (1998, Lincoln: University of Nebraska Press)
- (Hrsg.): With Lincoln in the White House: Letters, Memoranda, and Other Writings of John G. Nicolay, 1860–1865 (2000, Carbondale: Southern Illinois University Press)
- (Hrsg.): At Lincoln’s Side: John Hay’s Civil War Correspondence and Selected Writings (2000, Carbondale: Southern Illinois University Press)
- (Hrsg.): Inside the White House in War Times: Memoirs and Reports of Lincoln’s Secretary by William O. Stoddard (2000, Lincoln: University of Nebraska Press)
- (Hrsg.): Dispatches from Lincoln’s White House: The Anonymous Civil War Journalism of Presidential Secretary William O. Stoddard (2002, Lincoln: University of Nebraska Press)
- (Hrsg.): The Real Lincoln: A Portrait by Jesse W. Weik (2002, Lincoln: University of Nebraska Press)
- (Hrsg.): “Lincoln’s Humor” and Other Essays by Benjamin P. Thomas (2002, Urbana: University of Illinois Press)
- (Hrsg.): Abraham Lincoln: The Observations of John G. Nicolay and John Hay (2007, Carbondale: Southern Illinois University Press)
- Abraham Lincoln: A Life, 2 Bände (2008, Baltimore: Johns Hopkins University Press)
- Abraham Lincoln Traveled This Way (2011, Heyworth, IL: Firelight)
- Lincoln and the Civil War (2011, Carbondale: Southern Illinois University Press)
- An American Marriage: The Untold Story of Abraham Lincoln and Mary Todd. Pegasus, New York 2021, ISBN 978-1-64313-734-6.